# Censorio Daziano
Censorio Daziano (latino: Censorius Datianus; fl. 337-365) fu un politico dell'Impero romano, influente sotto l'imperatore Costanzo II (337-361).
Daziano era il figlio di un inserviente dei bagni pubblici che salì la scala sociale fino a divenire senatore di Costantinopoli e patricius dell'impero. Cristiano, ebbe delle proprietà ad Antiochia, dove costruì dei bagni pubblici, dei giardini e delle ville. Ebbe uno scambio epistolare con il retore Libanio, dal quale ricevette tra il 355 e il 365 20 lettere pervenute al giorno d'oggi.
Dopo aver servito sotto l'imperatore Costantino I, divenne uno dei principali consiglieri di suo figlio Costanzo II. In qualità di comes, nel 345 scrisse la lettera con la quale invitava il vescovo niceno Atanasio di Alessandria, che era stato cacciato dagli ariani, a tornare alla sua sede; nel 351 fu tra i componenti del tribunale che processò il vescovo Fotino al sinodo di Sirmio; nel 354 si adoperò perché al retore Libanio fosse permesso di tornare a risiedere ad Antiochia. Nel 358 fu console, e il 18 dicembre di quello stesso anno era già patricius. Perse influenza sotto l'imperatore Giuliano (361-363): in ogni caso non subì il processo di Calcedonia e si ritirò ad Antiochia.
Nel 363 era anziano e si trovava ad Antiochia, alla morte di Giuliano; seguì poi il nuovo imperatore Gioviano fino ad Ancyra, dove svernò; morto Gioviano, nel febbraio 364 scrisse dalla Galazia a Nicea, dove si trovava la corte imperiale, per sostenere l'elezione di Valentiniano I; nello stesso mese la popolazione di Antiochia mise a fuoco la sua casa, e il concilio della città venne accusato di non aver fatto nulla per fermarla. La popolazione di Antiochia inviò a Daziano una lettera con la quale chiedeva il perdono, con l'intercessione di Libanio; quando Daziano lo concesse, il sollievo fu tanto che la posizione di Libanio, latore della bella notizia, aumentò di prestigio. L'anno successivo era ancora vivo.